# Эритрина петушиный гребень

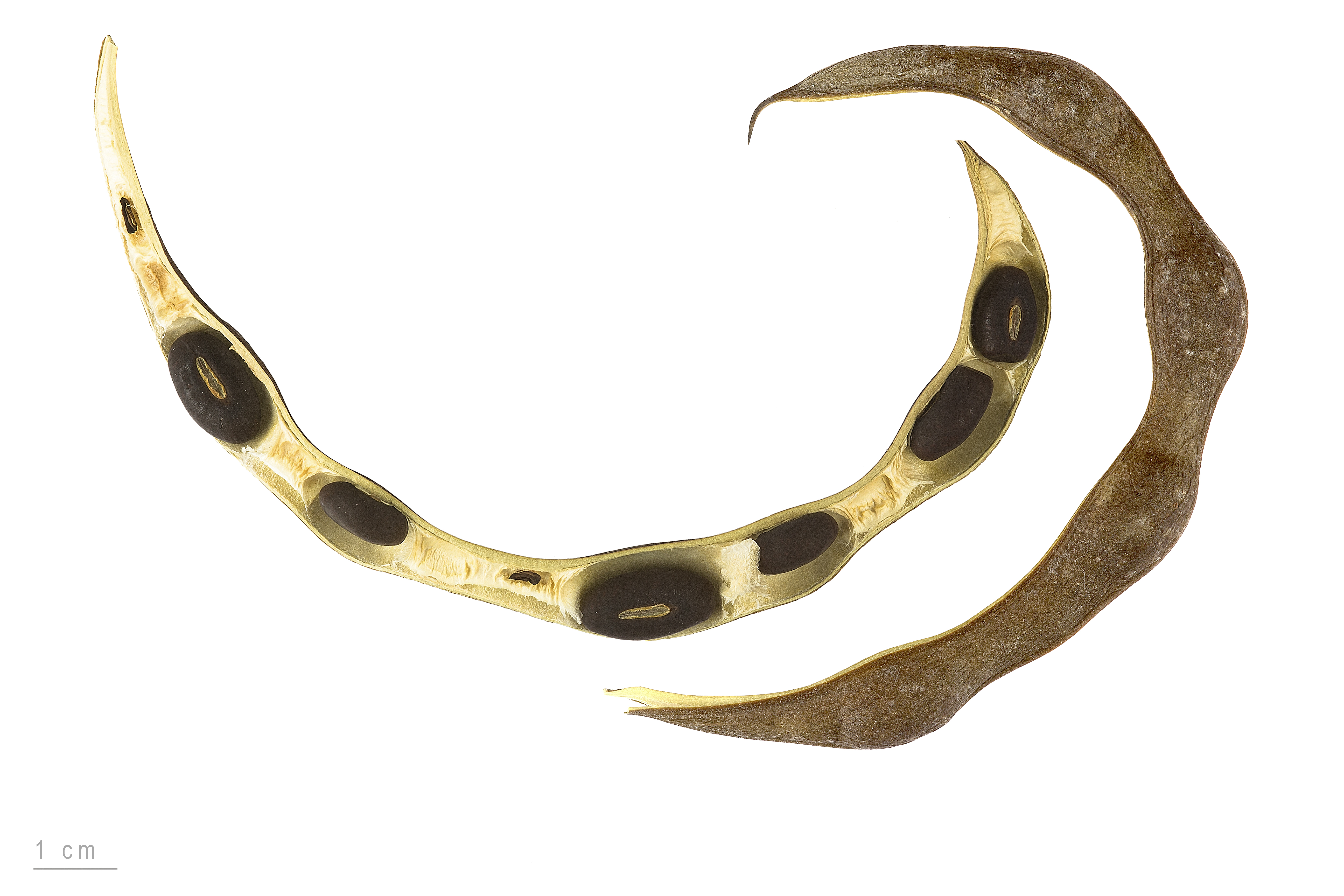
Erythrina crista-galli - Тулузский музеум

Эритри́на петуши́ный гре́бень (лат. Erythrina crista-galli) — вид цветковых растений рода Эритрина (Erythrina) семейства Бобовые (Fabaceae).

## Ботаническое описание

### Вегетативные органы
Небольшое дерево, обхват ствола — не более 50 см. Обычно оно достигает 5—8 м в высоту, хотя некоторые растения, например, в аргентинских провинциях Сальта, Жужуй и Тукуман, вырастают до 10 м. 
Корень стержневой, с корневыми клубеньками, образованными азотфиксирующими бактериями. Бактерии живут в симбиозе с деревом, помогая растению усваивать азот, а в обмен получают необходимые органические вещества. 
Ствол деревянистый, с неправильными колючими ветвями.

### Генеративные органы
Цветение происходит летом, с октября по апрель в родной Южной Америке и с апреля по октябрь в северном полушарии. Красные цветки, собранные в соцветие кистевидного типа, пятичленные, с двусторонней симметрией. Чашелистики срастаются, образуя нечто вроде маленькой красной муфты. Венчик, подобно остальным бобовым, например, фасоли обыкновенной (Phaseolus vulgaris), мотылькового типа, но самый крупный лепесток находится в нижней части цветка. Два других лепестка, именуемые крыльями, настолько малы, что они почти полностью скрыты чашечкой. Наконец, два оставшихся лепестка иногда срастаются, формируя лодочку; так они защищают органы размножения. 
Андроцей представлен 10 тычинками, одна из которых — свободная, 9 других срастаются в области тычиночных нитей. Гинецей состоит из единственного плодолистика, зажатого между тычинок, подобно ножу в ножнах. 
Цветки богаты нектаром и опыляются насекомыми (энтомофилия), которым, чтобы добраться до нектара, приходится пролезть под лодочкой, где на них попадает пыльца. 
Плод — сухой боб несколько сантиметров длиной, образовавшийся из единственного плодолистика, содержит 8—10 каштаново-коричневых бобовидных семян. Семядоли находятся под землёй до начала прорастания семени.

## Распространение и местообитание
Родина — Аргентина, Уругвай, Бразилия, Парагвай, Боливия. В дикой природе произрастает в галерейных лесах, расположенных вдоль рек, болот и заболоченных мест. Также растёт в периодически затапливаемых местах, хорошо переносит переувлажнённыйе почвы. 

## Хозяйственное значение и применение
Растение широко выращивается как садовое или парковое растение, особенно в Калифорнии (США), благодаря его красивым красным цветкам. Дерево привлекательно для птиц. Медонос.
Древесина непрочная, пористая, недолговечная, используется для мелких лесных поделок. Её плотность — всего лишь 0,2 г/см³. 
Возможно использование растения для получения целлюлозы.
Кора дерева нашла своё применение в медицине — её добавляют в ванны для уменьшения боли от ревматизма. Содержащийся в ней алкалоид обладает болеутоляющими свойствами.  

## Символика
Эритрина петушиный гребень является национальным деревом Аргентины, а её цветок — национальным цветком Аргентины и Парагвая.

## Синонимика
- Corallodendron crista-galli (L.) Kuntze
- Erythrina crista-galli var. hasskarlii Backer
- Erythrina crista-galli var. leucochlora Lombardo
- Erythrina fasciculata Benth.
- Erythrina laurifolia Jacq.
- Erythrina pulcherrima Tod.
- Erythrina speciosa Tod.
- Micropteryx crista-galli Walp.
- Micropteryx fasciculata Walp.
- Micropteryx laurifolia Walp.[1]